# Attagenus africanus
Attagenus africanus es una especie de coleóptero de la familia Dermestidae.

## Distribución geográfica
Habita en el Congo, Nigeria y en Etiopía.